# HMS Pitt (1816)
La HMS Pitt era un vascello di terza classe a tre ponti da 74 cannoni della Royal Navy, costruito negli anni dieci del XIX secolo, e rimasta in servizio come nave deposito fino al 1877.

## Storia
La costruzione del vascello di secondo rango Pitt da 74 cannoni, fu ordinata presso i Portsmouth Dockyard il 17 aprile 1807. Il disegno della nave fu approvato dai Surveyor of the Navy, e la costruzione del vascello fu assegnata a Nicholas Diddams. Il Pitt fu impostato nel maggio 1813, la nave venne varata il 13 aprile 1816 Il costo totale della costruzione era stato di 78.787 sterline.  Il Pitt iniziò l'allestimento nel luglio 1830, terminandolo nel settembre 1832 al costo di 1.628 sterline. Nel gennaio 1840 fu posto fuori servizio, e nel maggio 1853 fu riconvertito a nave deposito, al costo di 4.996 sterline, di base a Portsmouth. Nel gennaio 1860 fu convertito deposito carbone al costo di 5.228 sterline, dapprima di base a Portland e poi a Portsmouth dove immagazzinava il carbone portato via mare dal nord per servire il sud dell'Inghilterra.
Venduto per demolizione a Portsmouth fu smantellato entro il 13 marzo 1877.

### Fonti
1. 1 2  Lavery 2003, p. 189.
2. ↑  Colledge, Warlow 2006, p. 270.
3. 1 2 3 4 5  Lyon, Winfield 2004, p. 98.
4. 1 2 3  Threedecks.